# Hendrik Gerard van Doesburgh

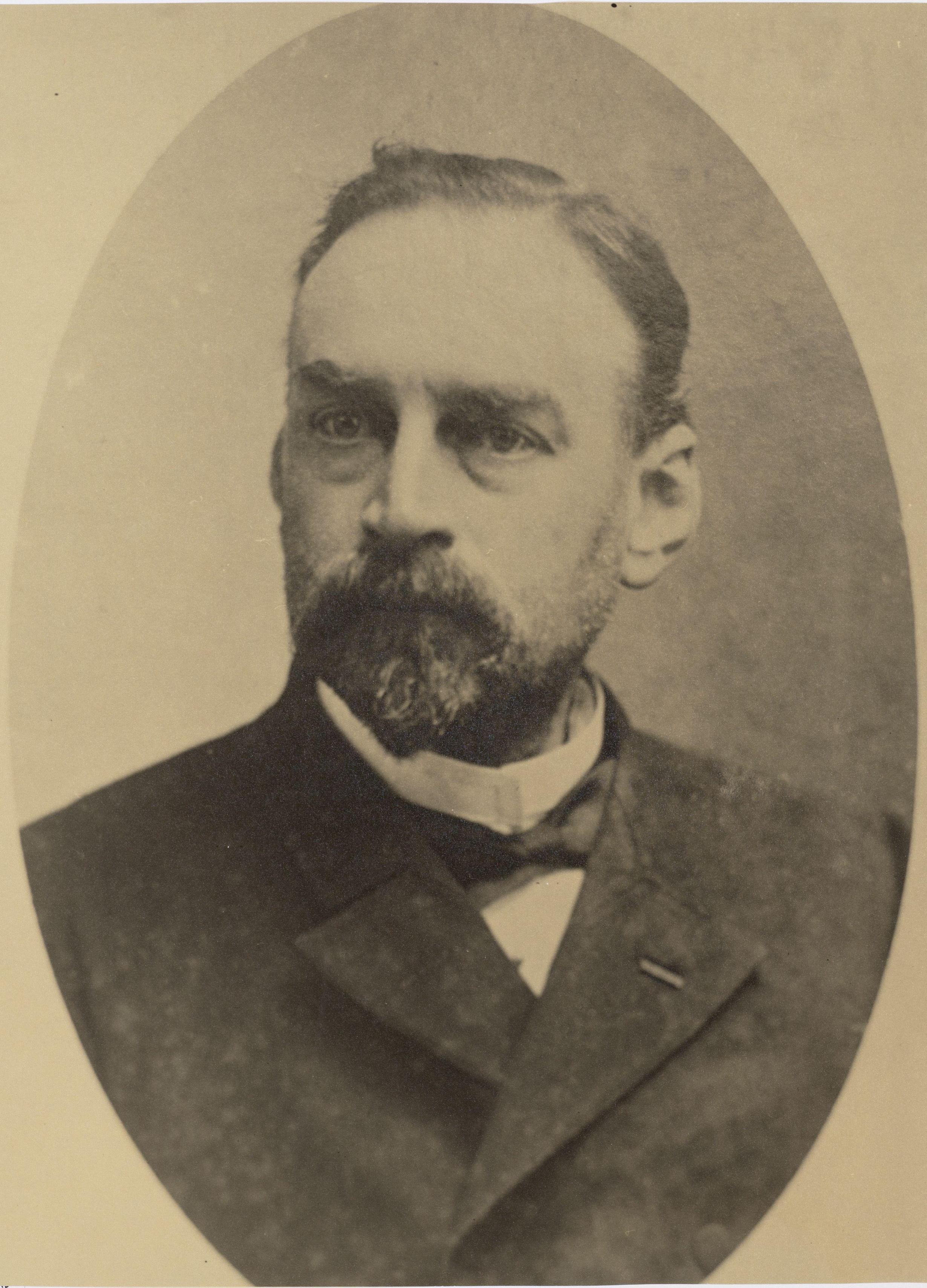
Mr. H.G. van Doesburgh

Hendrik Gerard van Doesburgh (Rotterdam, 13 maart 1836 – Voorburg, 14 december 1897) was een Nederlands jurist en politiefunctionaris.
Hij werd geboren als zoon van Herman Gerrit Jacobus van Doesburgh die net als diens vader dominee was. Na het doorlopen van het Erasmiaansch gymnasium in zijn geboorteplaats ging hij in 1854 theologie studeren aan de Universiteit van Leiden. Later stapte hij over naar de rechtenfaculteit waar hij in juni 1862 promoveerde in zowel het Romeins als het hedendaags recht. Vervolgens werd hij ambtenaar van het Openbaar Ministerie te Amsterdam, waar hij werkzaam werd bij de kantongerechten.
Rond 1864 werd Van Doesburgh commissaris van politie te Amsterdam waar hij werkte aan het hoofdbureau. Als gevolg van het besluit van de Amsterdamse burgemeester C.J.A. den Tex om in 1876 de jaarlijkse kermis dat jaar niet door te laten gaan, braken in september van dat jaar in Amsterdam ernstige rellen uit die bekendstaan onder de naam kermisoproer. Om deze volksopstand de kop in te drukken werd naast de politie ook het leger ingezet, waarbij naast vele gewonden ook een dodelijk slachtoffer viel. In 1875 was een voorstel om de Amsterdamse politie fors uit te breiden door de gemeenteraad verworpen, maar na het kermisoproer was er in de gemeenteraad wel voldoende steun voor een forse groei en reorganisatie van de politie.
In 1878 zou het korps worden uitgebreid van 250 man naar bijna 600 man, maar toenmalig hoofdcommissaris F. de Klopper zou dat niet meer meemaken. Hij kreeg begin februari 1878 eervol ontslag om met pensioen te gaan. Nog geen twee maanden later overleed hij. Burgemeester Den Tex was van mening dat de brandweercommandant P.W. Steenkamp die enkele jaren eerder de beroepsbrandweer van Amsterdam op poten had gezet, de ideale persoon was om een dergelijke uitbreiding en reorganisatie ook bij de politie door te voeren. De procureur-generaal was erop tegen om Steenkamp in die functie te benoemen, omdat hij vond dat alleen een meester in de rechten genoeg oog zou hebben voor het justitiële werk van de politie. Om dit probleem te omzeilen werd De Klopper uiteindelijk opgevolgd door twee hoofdcommissarissen die bij Koninklijk Besluit van 16 mei 1878 werden aangesteld: Steenkamp werd 'Hoofd gemeentepolitie' en Van Doesburgh werd 'Hoofd justitiële zaken'.
In juli 1886 ontstonden rellen toen de politie het spelen van het verboden spel palingtrekken aan de Lindengracht probeerde te verijdelen. De rellen groeiden uit tot een volksopstand (zie palingoproer) die de politie niet aankon en daarom werd ook toen weer de hulp van het leger ingeroepen. Bij het neerslaan van het palingoproer vielen 26 doden.
Van Doesburgh vertrok in maart 1894, de maand dat hij 58 werd, bij de politie waarna Steenkamp als enig hoofdcommissaris in Amsterdam doorging. Bijna vier jaar later stierf Van Doesburgh op 61-jarige leeftijd.